# Kim Jong-an
Kim Jong-an (* 5. března 1981) je bývalá korejská zápasnice-judistka.

## Sportovní kariéra
V jihokorejské seniorské reprezentaci se pohybovala od roku 2000 v superlehké váze do 48 kg. V roce 2004 neuspěla v olympijské nominaci na olympijské hry v Athénách na úkor své hlavní rivalky Je Ku-in. V roce 2008 uspěla při korejské olympijské nominaci a startovala na olympijských hrách, kde nepřešla přes druhé kolo přes pozdější vítězku Rumunku Alinu Dumitruovou. Po olympijských hrách v Pekingu jí na po na pozici reprezentační jedničky vystřídala Čong Čong-jon. Sportovní kariéru ukončila v roce 2013.

### Vítězství na mezinárodních turnajích
- 2005 - 1x světový pohár (Madrid)
- 2006 - 1x světový pohár (Budapešť, Hamburk)

## Výsledky
| Turnaj            | 2001            | 2002            | 2003            | 2004            | 2005            | 2006            | 2007            | 2008            |
| Turnaj            | 20              | 21              | 22              | 23              | 24              | 25              | 26              | 27              |
| Turnaj            | superlehká váha | superlehká váha | superlehká váha | superlehká váha | superlehká váha | superlehká váha | superlehká váha | superlehká váha |
| ----------------- | --------------- | --------------- | --------------- | --------------- | --------------- | --------------- | --------------- | --------------- |
| Olympijské hry    |                 |                 |                 | —               |                 |                 |                 | úč.             |
| Mistrovství světa | 5.              |                 | —               |                 | —               |                 | 5.              |                 |
| Asijské hry       |                 | 2.              |                 |                 |                 | 2.              |                 |                 |
| Mistrovství Asie  | —               |                 | 1.              | —               | 3.              |                 | 2.              | —               |